# 안틱 카페
안틱 카페(일본어: アンティック－珈琲店－（カフェ） Antikku Kafe [*], 영어: An Cafe, Antic Cafe, Antique Cafe)은 일본의 비주얼계 록 밴드이다.

## 멤버
- 미쿠(みく) - 보컬

1984년 1월 5일생, 나가사키현 사세보시 출신
- 타쿠야(たくや) - 기타

1987년 2월 9일생, 와카야마현 출신
- 카논(カノン) - 베이스

1984년 7월 5일생, 지바현 쵸시시 출신
- 유우키(ゆうき) - 키보드

1985년 8월 29일생, 가고시마현 쿠시키노시 출신
- 테루키(輝喜) - 드럼

1980년 12월 8일생, 미야기현 센다이시 출신

### 전 구성원
- 보우(坊) - 기타

1983년 9월 16일 생, 도쿄도 출신
2003년 - 2007년

## 음반 목록

### 앨범
- Shikisai Moment (色彩モーメント, 2005년 11월 9일)
- Magnya Carta (マグニャカルタ, 2006년 11월 29일)
- Gokutama Rock Cafe (極魂ROCK CAFE, 2008년 4월 9일)

### EP
- Amedama Rock (飴玉ロック, 2005년 2월 23일)
- Ko Akuma Usagi no Koibumi to Machine Gun (小悪魔USAGIの恋文とマシンガンe.p., 2008년 10월 29일)
- Harajuku Dance Rock (2009년 3월 13일)

### 싱글
- "Candyholic" (キャンデーホリック, 2004년 3월 24일)
- "√69" (2004년 6월 6일)
- "Komou Cosmos" (孤妄, 2004년 11월 24일)
- "Karakuri Hitei" (カラクリ否定, 2005년 3월 30일)
- "Tekesuta Kousen" (テケスタ光線, 2005년 7월 20일)
- "Escapism" (エスカピズム, 2005년 8월 24일)
- "Merrymaking" (メリメイキング, 2005년 9월 21일)
- "10’s Collection March" (10's コレクション マァチ, 2006년 3월 1일)
- "Bonds ~Kizuna~" (BondS ～絆～, 2006년 5월 17일)
- "Smile Ichiban Ii Onna" (スマイル一番 イイ♀, 2006년 9월 20일)
- "Snow Scene" (スノーシ一ン, 2006년 10월 18일)
- "Kakusei Heroism|Kakusei Heroism ~The Hero Without a "Name"~" (覚醒ヒロイズム～THE HERO WITHOUT A "NAME"～, 2007년 8월 22일)
- "Ryuusei Rocket" (流星ロケット, 2007년 11월 7일)
- "Cherry Saku Yuuki!!" (Cherry咲く勇気!!, 2009년 2월 27일)
- "Summer Dive" (2008년 8월 30일))
- "Aroma" (2009년 3월 11일)

### DVD
- "Like an cafe" (ライカ・カフェ, 2004년 10월 10일)
- "20051203 Shikisai A On" (20051203色彩亜音, 2005년 12월 3일)
- "Yagai de nyappy" (野外でニャッピー, 2006년 12월 17일)
- "Hibiya on ★the★ o New World" (HIBIYA ON★ザ★御NEW世界, 2007년 7월 2일)
- "Nyappy Go Around Fever" (2008년 4월 25일)
- "AnCafesta '08 Summer Dive" (2008년 12월 24일)
- "Live Cafe - Tour '08 Nyappy Go Around the World" (2009년 3월 11일)